# كريستوفر دوغان
كريستوفر دوغان (بالإنجليزية: Christopher Duggan)‏ هو مؤرخ بريطاني، ولد في 4 نوفمبر 1957 في لندن في المملكة المتحدة، وتوفي بنفس المكان في 3 نوفمبر 2015 بسبب شنق.